# Molières-sur-Cèze
Molières-sur-Cèze este o comună în departamentul Gard din sudul Franței. În 2009 avea o populație de 1.595 de locuitori.

## Evoluția populației
| An        | 1975  | 1982  | 1990  | 1999  | 2006  | 2009  |
| --------- | ----- | ----- | ----- | ----- | ----- | ----- |
| Populație | 2.225 | 2.142 | 2.151 | 1.432 | 1.550 | 1.595 |